# Тюрин, Михаил Владиславович
Тю́рин Михаи́л Владисла́вович (род. 2 марта 1960 года, Коломна) — лётчик-космонавт, Герой Российской Федерации, командир корабля «Союз ТМА-9», бортинженер МКС, фотограф.

## Биография

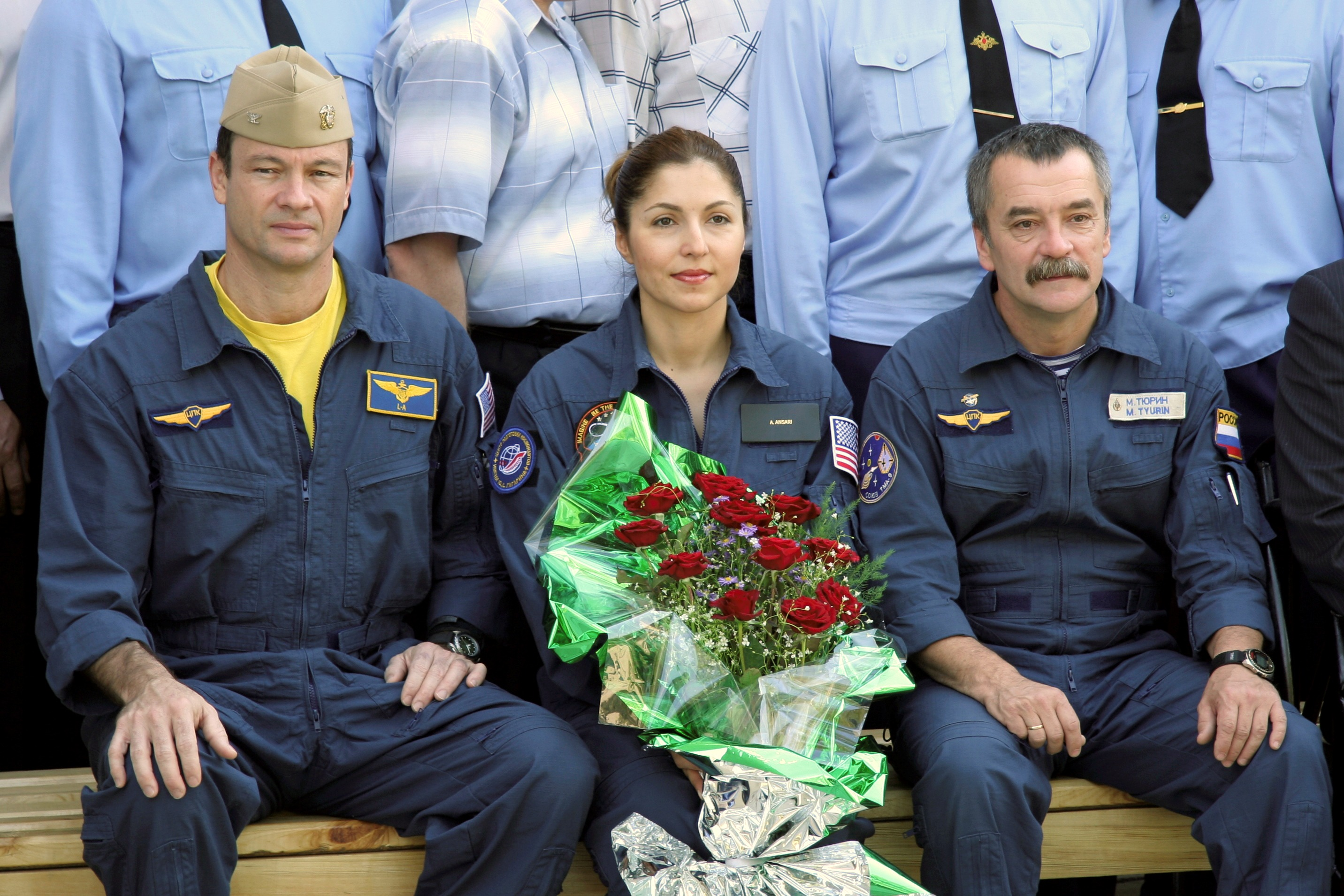
Экипаж «Союза ТМА-9»: Лопес-Алегрия, Ансари, Тюрин.

Родился в городе Коломна Московской области.
В 1984 году окончил Московский авиационный институт кафедру 608 «Проектирование аэрогидрокосмических систем». С 1984 года работает в ОАО «РКК „Энергия“ имени С. П. Королёва» в должности инженера, старшего инженера, ведущего инженера. Аспирант, персональные научные исследования направлены на вопросы, находящиеся на стыке психологической и технической проблематики ручного управления движением космических аппаратов.
В отряд космонавтов ОАО «РКК „Энергия“ имени С. П. Королёва» зачислен в июне 1994 года. С лета 1994 года по апрель 1996 года прошёл курс общекосмической подготовки. Квалификацию космонавта-испытателя получил в июне 1996 года.
В период с 10 августа по 17 декабря 2001 года выполнил 128-суточный космический полёт на МКС в качестве бортинженера экипажа третьей основной экспедиции.
Прошёл подготовку к космическому полёту в качестве командира основного экипажа корабля «Союз ТМА-9» и бортинженера четырнадцатой основной экспедиции МКС.
В 2006 году совершил второй полёт на корабле «Союз ТМА-9» с экипажем: Лопес-Алегрия, Ансари, Тюрин.
В ноябре 2006 года совершил удар клюшкой по мячику во время выхода в открытый космос.
После второй космической экспедиции участвовал в экспедиции в Антарктику, организованную ассоциацией «Студенты на льду».
В октябре 2009 года в Центральном доме художника прошла его персональная фотовыставка «Земля: вид сверху».
Утром 14 мая 2014 года экипаж 39-й длительной экспедиции МКС-39, в состав которого входили Коити Ваката, Ричард Мастраккио и Михаил Тюрин, совершил посадку в Казахстане.
1 октября 2012 года назначен на должность заместителя начальника отряда космонавтов по научно-исследовательской и испытательной работе. Находился в этой должности до октября 2013 года.
18 января 2016 года приказом начальника ЦПК назначен на должность заместителя командира отряда космонавтов ЦПК (по подготовке космонавтов).
Статистика
| # | Стартовый корабль | Старт, UTC        | Экспедиция               | Корабль посадки | Посадка, UTC      | Налёт                        | Выходы в открытый космос | Время в открытом космосе |
| - | ----------------- | ----------------- | ------------------------ | --------------- | ----------------- | ---------------------------- | ------------------------ | ------------------------ |
| 1 | Дискавери STS-105 | 10.08.2001, 21:10 | Дискавери STS-105, МКС-3 | Индевор STS-108 | 17.12.2001, 17:55 | 128 суток 20 часов 45 минут  | 3                        | 13 часов 36 минут        |
| 2 | Союз ТМА-9        | 18.09.2006, 04:06 | Союз ТМА-9, МКС-14       | Союз ТМА-9      | 21.04.2007, 12:31 | 215 суток 08 часов 22 минуты | 2                        | 11 часов 56 минут        |
| 3 | Союз ТМА-11М      | 07.11.2013, 04:14 | Союз ТМА-11М, МКС-38/39  | Союз ТМА-11М    | 14.05.2014, 01:58 | 187 суток 21 час 43 минуты   | 0                        | 0                        |
|   |                   |                   |                          |                 |                   | 532 суток 02 часа 51 минута  | 5                        | 25 часов 32 минуты       |

## Награды
- Указом Президента Российской Федерации от 12 апреля 2003 года удостоен звания Героя Российской Федерации «За мужество и героизм, проявленные при осуществлении космического полёта на Международной космической станции». В тот же день другим указом ему было присвоено звание «Лётчик-космонавт Российской Федерации».
- Награждён орденом «За заслуги перед Отечеством» 3-й степени (2016)[3].
- Награждён орденом «За заслуги перед Отечеством» 4-й степени (2008).
- Медаль «За заслуги в освоении космоса» (12 апреля 2011 года) — за большие заслуги в области исследования, освоения и использования космического пространства, многолетнюю добросовестную работу, активную общественную деятельность[4].
- Медаль Алексея Леонова (Кемеровская область, 2015) — за пять совершённых выходов в открытый космос[5].

## Личная жизнь
Жена Татьяна Анатольевна Тюрина (Борзыкина), 1960 г. р., врач-акушер родильного дома. Дочь Александра, 1982 г. р., бортовой инженер-испытатель ФГБУ НИИ ЦПК им.Ю.А.Гагарина, участница наборов в отряд РГНИИ ЦПК (Роскосмос) в 2012 и 2018 годах.